# Eburna
Eburna là một chi ốc biển, là động vật thân mềm chân bụng sống ở biển trong họ Olividae.

## Các loài
Các loài thuộc chi Eburna bao gồm:
- Eburna balteata (Swainson, 1825)[2]
- Eburna glabrata (Linnaeus, 1758)[3]
- Eburna lienardi (Bernardi, 1858)[4]